# Cambridgea elegans
Cambridgea elegans är en spindelart som beskrevs av A. David Blest och Vink 2000. Cambridgea elegans ingår i släktet Cambridgea och familjen Stiphidiidae. Inga underarter finns listade.